# Dorian Kingi
Dorian Kingi (Los Angeles, 1982) is een Amerikaans acteur, stuntman, producent en regisseur. Hij heeft gewerkt voor iCarly, Mr. & Mrs. Smith en Tranquility. De laatstgenoemde film heeft hij ook geregisseerd en geproduceerd.
Kingi is de oudste zoon van Lindsay Wagner uit diens huwelijk met stuntman Henry Kingi, zijn vader.

## Filmografie

### Stunts
- Legion (2010)
- G-Force (2009)
- Dark Moon Rising (2009)
- Kambakkht Ishq (2009)
- Shadows in Paradise (2008)
- The Taking of Pelham 123 (2009)
- Miss March (2009)
- Hellbinders (2009)
- The Lost Tribe (2009)
- Semi-Pro (2008)
- Terminator: The Sarah Connor Chronicles (2008)
- Bloodlines (2007)
- Date Movie (2006)
- The Island (2005)
- Mr. & Mrs. Smith (2005)
- Star Trek: Nemesis (2002)
- The Lost World: Jurassic Park (1997)
- Double Dragon (1994)

### Acteur
- iCarly (2007-2009)
- Bloodlines (2007)
- The Guardian (2006)
- Crank (2006)
- The Amityville Horror (2005)
- Boomtown (2002)
- The Time Machine (2002)

### Regisseur
- Tranquility (2008)

### Producent
- Tranquility (2008)